# الجيش النيجيري
الجيش النيجيري هو الفرع البري للقوات المسلحة النيجيرية، ويُعد من أقدم الجيوش في غرب إفريقيا من حيث العدد والخبرة القتالية.

شعار الجيش النيجيري

## التأسيس والنشأة
تأسس الجيش النيجيري الحديث بعد استقلال نيجيريا عام 1960، غير أن جذوره تعود إلى "قوة الحدود الملكية لغرب أفريقيا" التي أنشأها البريطانيون في أوائل القرن العشرين. وقد خضع الجيش منذ بدايته لتدريب وتنظيم على النمط البريطاني، واستُخدم في حملات داخل القارة الإفريقية قبل الاستقلال.

## التطور بعد الاستقلال
شهد الجيش تطورًا سريعًا بعد الاستقلال، خاصة خلال الحرب الأهلية النيجيرية (1967–1970)، حيث توسع بشكل كبير من حيث العدد والقدرات. تم تأسيس الأكاديمية العسكرية النيجيرية في كادونا لتدريب الضباط والجنود.

## الهيكل والتنظيم
يتكون الجيش من عدة فرق ميدانية متمركزة في مختلف مناطق البلاد، بالإضافة إلى وحدات خاصة تشمل الهندسة والمدفعية والقوات المحمولة جوًا. ويتبع الجيش تسلسل قيادة عسكري يقوده رئيس أركان الجيش تحت إشراف القائد الأعلى للقوات المسلحة وهو رئيس الجمهورية.

## المهام والعمليات
تتمثل مهام الجيش في حماية سيادة الدولة من التهديدات الخارجية، والمساهمة في الأمن الداخلي عند الضرورة، وقد شارك في عدة عمليات لمكافحة التمرد، لا سيما ضد بوكو حرام في شمال شرقي البلاد. كما شارك في العديد من مهام حفظ السلام حول العالم، بما في ذلك ليبيريا وسيراليون والسودان.

## الدور السياسي والانقلابات
دخل الجيش النيجيري الحياة السياسية من خلال سلسلة من الانقلابات العسكرية بين عامي 1966 و1999، وأدى عدة ضباط من الجيش دور رؤساء للدولة خلال فترات الحكم العسكري. وقد خضع الجيش لإصلاحات كبيرة بعد عودة الديمقراطية في 1999، بهدف إعادة بناء الاحترافية والولاء الدستوري.

## المهام الأمنية في دلتا النيجر
من أبرز المهام الحديثة للجيش، تأمين منشآت النفط ومكافحة التمرد في دلتا النيجر، حيث تنشط مجموعات مسلحة تطالب بتوزيع عادل لعائدات النفط. وقد واجه الجيش تحديات كبيرة في هذه المناطق، تتعلق بحقوق الإنسان والعمليات العسكرية طويلة الأمد.